# Athlītikos Syllogos Amazones Dramas
L'Athlītikos Syllogos Amazones Dramas (Αθλητικός Σύλλογος Αμαζόνες Δράμας), conosciuto anche come Drama W.S o più semplicemente con l'appellativo Amazones Dramas, era una società di calcio femminile greca con sede nella città di Drama. Ha militato in Alpha Ethniki, il massimo livello del campionato greco femminile di calcio, vincendo il titolo di campione di Grecia al termine della stagione 2013-2014.

## Storia
Fondato nel settembre 2005, il club del presidente Athanasios Lazaridis si è nel tempo ritagliato uno spazio da protagonista nel panorama calcistico femminile greco, unica squadra in grado di interrompere il quasi incontrastato dominio del PAOK di Salonicco in Alpha Ethniki vincendo il campionato 2013-2014 e ottenendo così il diritto di prendere parte alla UEFA Women's Champions League.
Dopo aver ottenuto il primo titolo della sua storia, e aver rappresentato la Federcalcio greca all'edizione 2014-2015 della Champions League femminile venendo eliminata già ai gironi di qualificazione, giunse seconda dietro il PAOK nel successivo campionato 2014-2015. Al tempo il club gestiva scuole calcio e una seconda squadra, iscritta al campionato di terza divisione.
Il club partecipò ancora a tre campionati con buoni risultati, concludendo nuovamente a secondo posto nell'edizione 2015-2016 e raggiungendo il terzo e il quarto posto nei due successivi campionati. Inaspettatamente, nell'agosto 2018 non si iscrisse al campionato 2018-2019, costringendo la federazione a varare un torneo a sole 11 squadre invece che 12 come preventivato, e sciogliendo di fatto la squadra senza mai più riprendere l'attività. 

## Palmarès

### Competizioni nazionali
- Campionato greco: 1

2013-2014

### Altri piazzamenti
- Campionato greco:

Secondo posto: 2014-2015, 2015-2016

## Risultati nelle competizioni UEFA
| Stagione | Competizione     | Fase                     | Avversario        | Risultato | Risultato | Risultato |
| Stagione | Competizione     | Fase                     | Avversario        | andata    | ritorno   | aggregato |
| -------- | ---------------- | ------------------------ | ----------------- | --------- | --------- | --------- |
| 2014-15  | Champions League | gironi di qualificazione | Spartak Subotica  | 0-3       | 0-3       | 0-3       |
| 2014-15  | Champions League |                          | Osijek            | 1-3       | 1-3       | 1-3       |
| 2014-15  | Champions League |                          | Goliador Chișinău | 11-0      | 11-0      | 11-0      |

## Rosa
| N. |                    | Ruolo | Calciatrice              |
| -- | ------------------ | ----- | ------------------------ |
| 1  | Romania (bandiera) | P     | Roxana Oprea             |
| 2  | Grecia (bandiera)  | D     | Aspasia Tsiggelidou      |
| 3  | Grecia (bandiera)  | D     | Isidora Grigoriou        |
| 4  | Grecia (bandiera)  | D     | Sofia Pelekouda          |
| 5  | Grecia (bandiera)  | A     | Maria Hatzinikou         |
| 6  | Grecia (bandiera)  | D     | Anastasia Zigra          |
| 7  | Grecia (bandiera)  | C     | Valia Chatzioglou        |
| 8  | Grecia (bandiera)  | C     | Martha Fotiadou          |
| 9  | Grecia (bandiera)  | C     | Konstantina Papadopoulou |

| N. |                    | Ruolo | Calciatrice                   |
| -- | ------------------ | ----- | ----------------------------- |
| 10 | Grecia (bandiera)  | A     | Anastasia Papadopoulou (cap.) |
| 11 | Grecia (bandiera)  | D     | Georgia Malissiora            |
| 12 | Grecia (bandiera)  | A     | Eleni Dragini                 |
| 13 | Grecia (bandiera)  | C     | Maria Fragou                  |
| 14 | Romania (bandiera) | A     | Georgiana Birțoiu             |
| 16 | Grecia (bandiera)  | D     | Sofia Keramida                |
| 17 | Grecia (bandiera)  | C     | Maria Mitkou                  |
| 18 | Grecia (bandiera)  | D     | Stela Kotsaki                 |
| 21 | Grecia (bandiera)  | P     | Margarita Mosxopoulou         |